# Географический энциклопедический словарь: Понятия и термины
«Географи́ческий энциклопеди́ческий слова́рь: Поня́тия и те́рмины» — справочное издание, предназначенное для широкого круга читателей, подготовленное к 1986 году и изданное в 1988 году издательством «Советская Энциклопедия». Главный редактор — доктор географических наук (1963), профессор (1967), академик АН СССР (1981) Алексей Фёдорович Трешников.
Словарь содержит около 4500 статей, отражающих развитие системы естественных и общественных географических наук к 1985 году, а также некоторые понятия смежных дисциплин.
Сдано в набор 19.05.1986 г. Подписано в печать 05.06.1987. Политико-административное деление на картах дано по состоянию на начало 1987.

## Авторы

### Редакционная коллегия
Алаев Э. Б. (заместитель главного редактора), Алампиев П. М., А. Г. Воронов, Г. В. Воропаев, Н. А. Гвоздецкий, А. П. Горкин, В. М. Гохман, Л. И. Евстафьева, Ю. К. Ефремов, Е. С. Короткевич, В. М. Котляков (заместитель главного редактора), С. Б. Лавров, В. П. Максаковский, Э. М. Мурзаев, И. Г. Нордега, В. Ф. Павленко, X. П. Погосян, В. В. Покшишевский, В. С. Преображенский (заместитель главного редактора), A.M. Рябчиков, К. А. Салищев, А. А. Соколов, В. Н. Степанов, В. Е. Хаин, А. В. Шведов.

### Редакция географии
Зав. редакцией кандидат географич. наук А. П. ГОРКИН.
Старшие научные редакторы: В. А. БЛАГООБРАЗОВ (теоретические вопросы физической географии, геоморфология, климатология, география почв, местные географические термины), Л. В. КАЛАШНИКОВА (социально-экономическая география, организация географической науки, географические издания, международные организации, экономика), И. В. ПОКРОВСКИЙ (теоретические вопросы географии, социально-экономическая география, методы географических исследований).
научные редакторы: М. Ю. КИСЕЛЁВА (география населения, демография, этнография), Г. Д. КЛИМОВА (ландшафтоведение, метеорология, биогеография, медицинская география, природопользование, экология), кандидат географич. наук Л. Г. КОРОЛЬ (океанология, гидрология суши, морская геоморфология, гляциология), 3. Н. ПИСЬМЕННАЯ (картография, геодезия, астрономия), редакторы: И. Ю. ВИШНЁВА (история географических открытий), Г. Н. МИНАКОВА (география сельского хозяйства, мировое хозяйство).
Младшие научные редакторы: И. В. ЕСКИНА, А. В. САВИНА, С. Ф. СМИРНОВА.
В работе над изданием принимали также участие: кандидат экономич. наук Н. В. БОГАЧЁВА, Ю. М. ВЛАДИМИРОВ, Н. Г.
ДУБРОВСКАЯ, Л. И. ЕВСТАФЬЕВА, О. В. СУХАРЕВА.

## Библиографические данные
Географический энциклопедический словарь : Понятия и термины / Гл. ред. А. Ф. Трешников. Ред. кол.: Э. Б. Алаев, П. М. Алампиев, А. Г. Воронов и др. — М. : Сов. энцикл., 1988. — 432 с. с илл.